# Cumbre de Teherán
La Cumbre de Teherán fue una reunión entre los líderes de Irán Hasán Rohaní, de Rusia Vladímir Putin y de Turquía Recep Tayyip Erdoğan realizada el 7 de septiembre de 2018 en la ciudad iraní de Teherán. Es la primera vez que se reúnen los tres líderes en el país persa para tratar el tema de la guerra civil siria.

## Antecedentes

### Situación de los tres países respecto a Siria

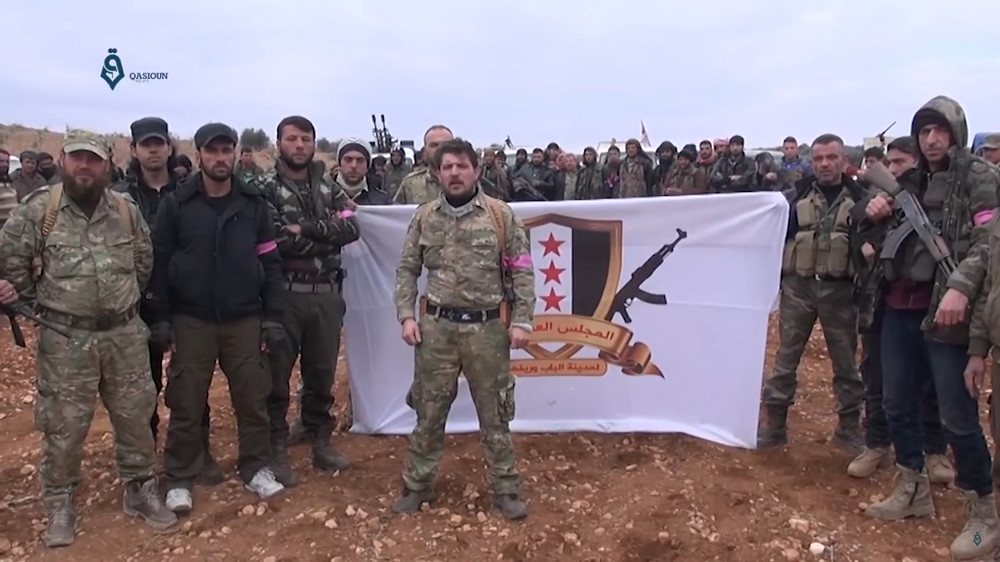
Miembros del rebelde Ejército Nacional Sirio en Idlib, patrocinados y apoyados por Turquía.

Los cancilleres de las tres naciones ya se habían reunido con anterioridad en la ciudad de Astaná, capital de Kazajistán el  viernes 16 de marzo de 2018 donde discutieron algunos avances logrados en el proceso de paz entre el gobierno del presidente Bashar al-Ásad y los rebeldes sirios.
Turquía representa los intereses de un sector de la oposición siria —Consejo Nacional Sirio y Coalición Nacional para las Fuerzas de la Oposición y la Revolución Siria específicamente— y que ocupa un sector noroeste de Siria para evitar el proyecto kurdo de la Federación Democrática del Norte de Siria.
Rusia e Irán representan los intereses del gobierno sirio de Bashar al-Ásad y tienen cierta tolerancia a la existencia de la Federación Democrática del Norte de Siria como región autónoma dentro de Siria.

### Posible batalla sobre Idlib
Ante los avances del gobierno de Bashar al-Ásad en los sitios de Guta oriental y Daraa, el próximo destino era la conquista de la ciudad de Idlib que se encuentra bajo el dominio del rebelde Ejército Nacional Sirio desde el 2015.
Turquía pidió realizar una reunión de "urgencia" con Rusia e Irán para intentar encontrar una solución "no bélica" a la posible conquista de Idlib o por lo menos evitar una crisis humanitaria que afecte la frontera entre Siria y Turquía.

## La reunión

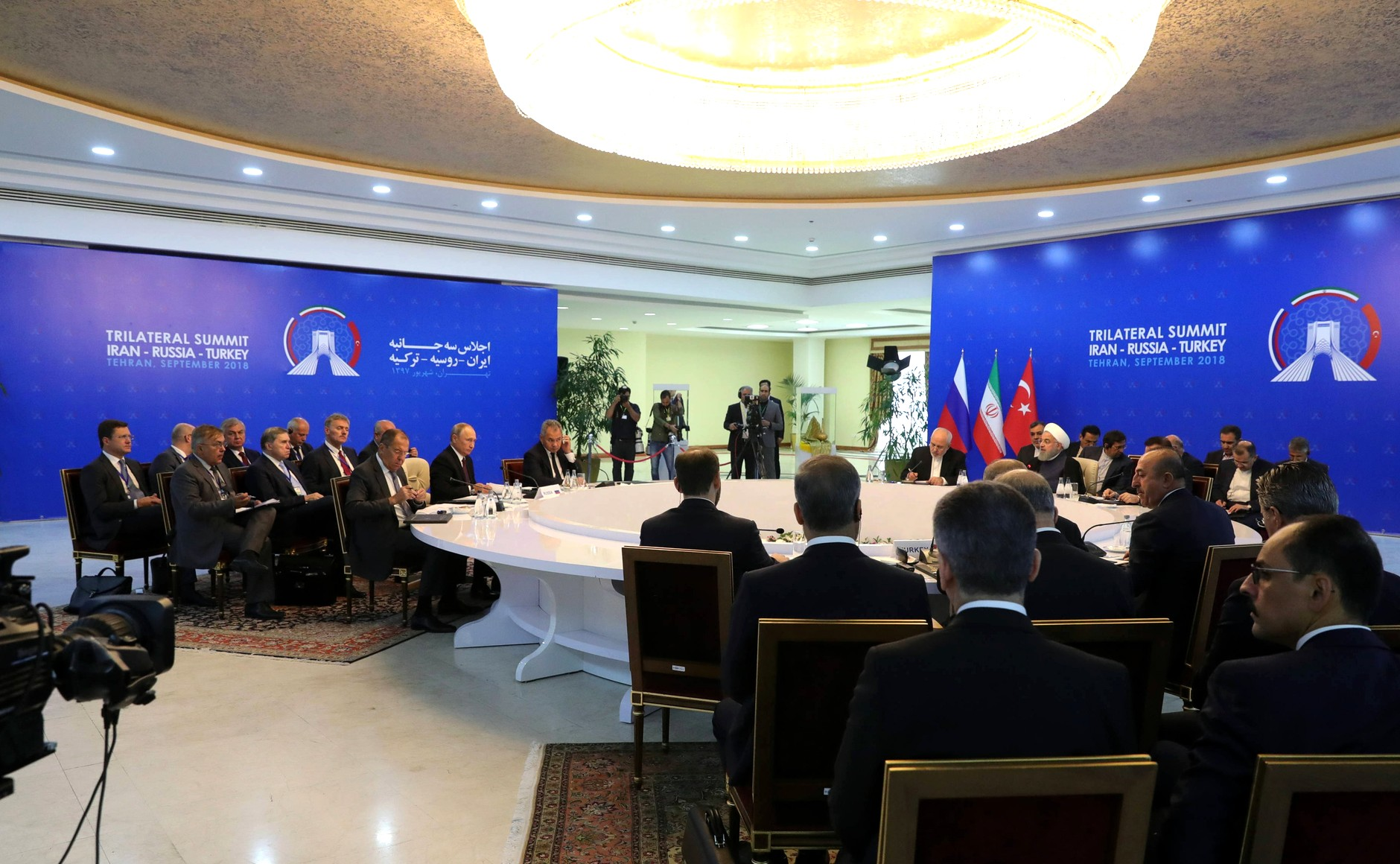
Momento exacto de la reunión, a la izquierda atrás la delegación rusa, a la derecha atrás la delegación iraní y a la derecha adelante la delegación turca.

En un primer momento se tenía previsto realizar la cumbre en la ciudad de Tabriz, pero por asuntos no mencionados por el gobierno iraní se escogió Teherán.
Los líderes se encontraron en horas de la mañana en un hotel lujoso el 7 de septiembre de 2018 en Teherán, capital de Irán. Al final de la reunión un comunicado oficial expresó que al final «en un espíritu de cooperación» se acordó preservar la unidad territorial Siria, por otro lado Putin y Rohaní insistieron en la necesidad de seguir la lucha contra el terrorismo y Erdoğan que se tiene que preparar el terreno del país árabe para un futuro plan de regreso de refugiados.
A pesar del comunicado oficial Turquía se mostró contraria a una posible ofensiva gubernamental ya que lo considera una segura "masacre" y propuso que mejor sería realizar un acuerdo o alto al fuego con todos los grupos opositores (tanto moderados como yihadistas). Rusia e Irán mantuvieron su postura de la necesidad total de "eliminar" a los rebeldes que no dejen las armas y sigan representando una amenaza a la incipiente y frágil estabilidad siria.

### Repercusiones

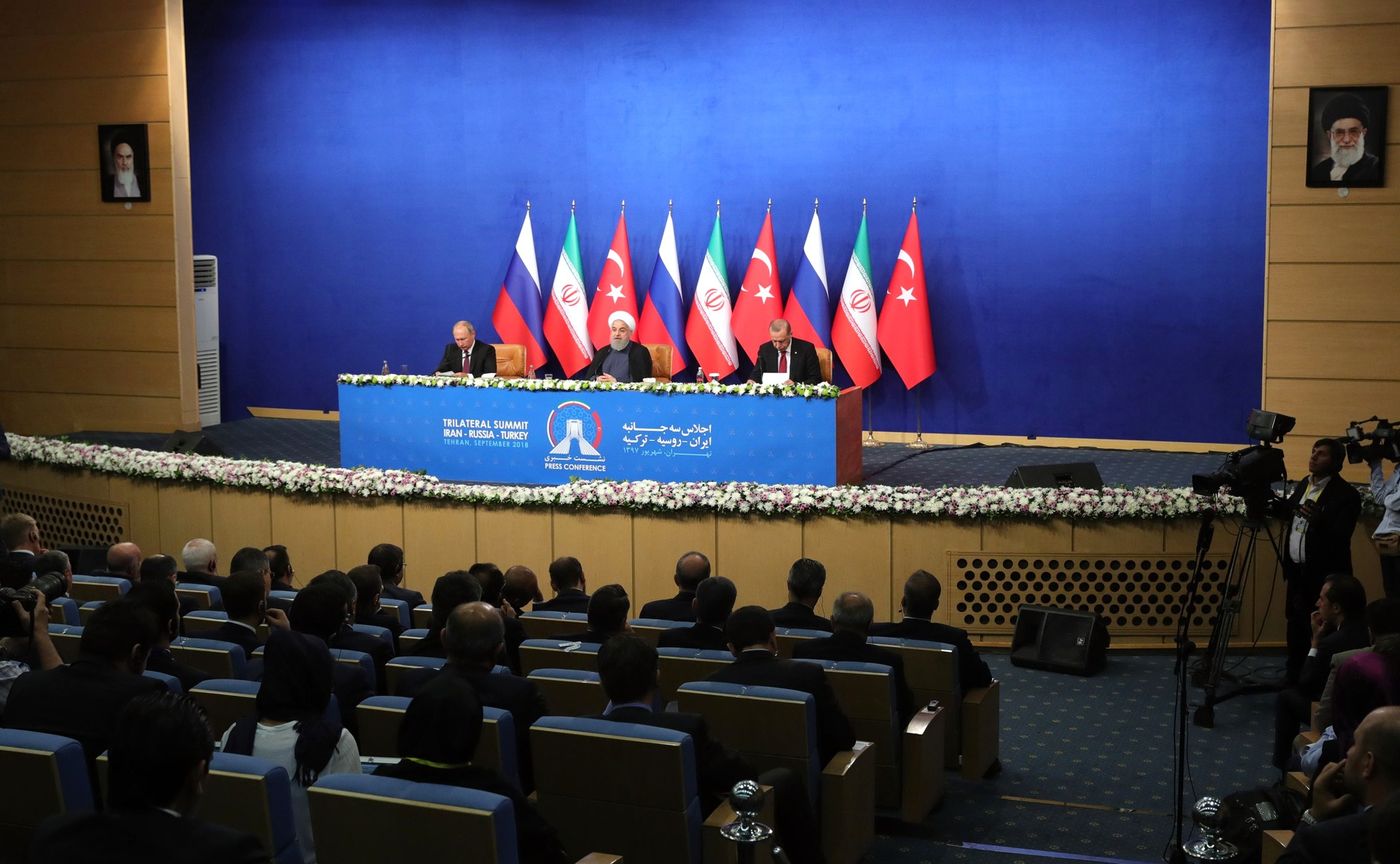
Los tres líderes durante la rueda de prensa posterior a la reunión.

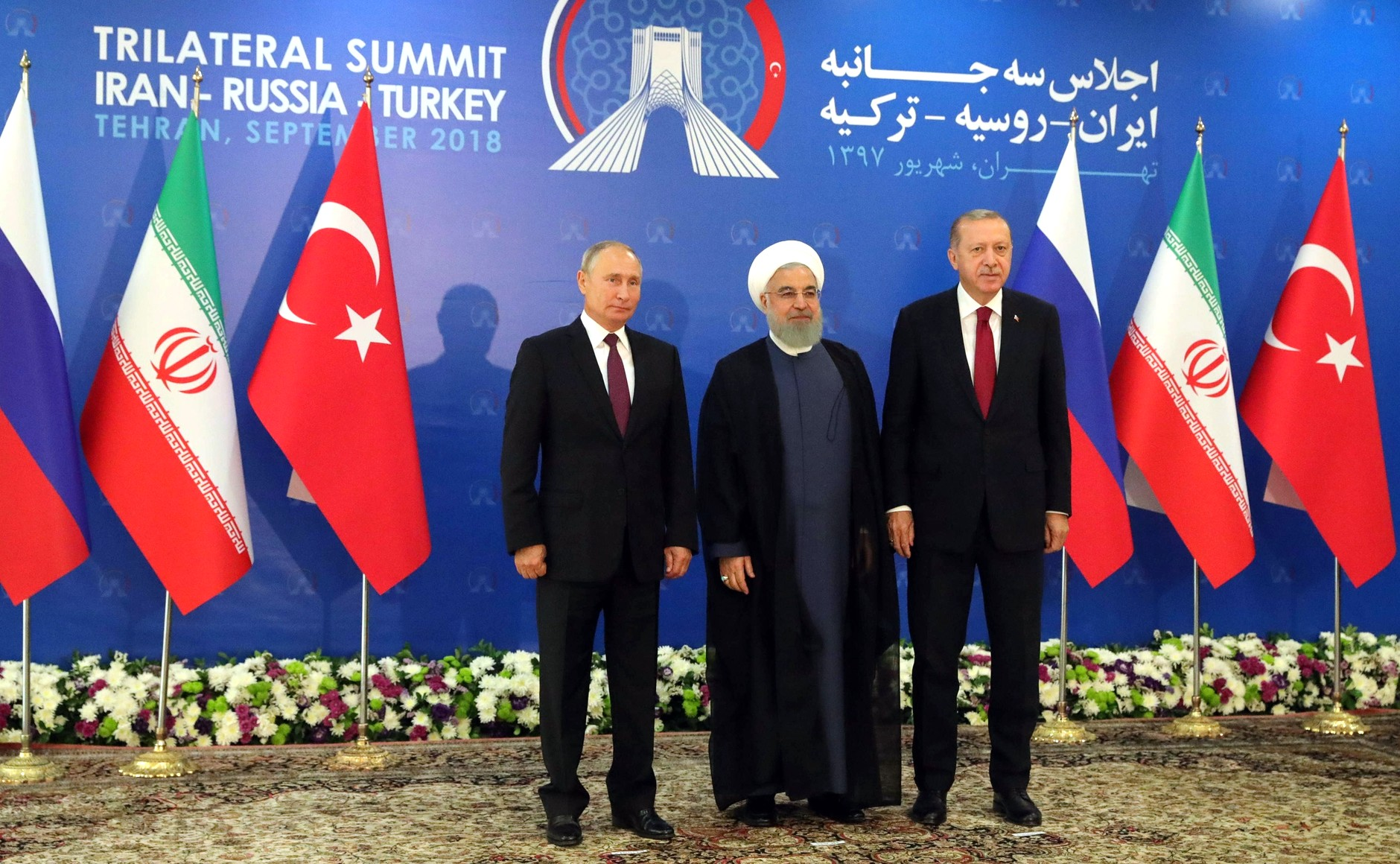
Foto formal al momento culminante de la cumbre.

El enviado especial de Naciones Unidas, Staffan de Mistura, a la par de la cumbre propuso que se establezca un plazo para que todos los combatientes se alejen de zonas pobladas y que no se les atacará durante su movilización 

«Esto se aplicaría en particular para Al-Nusra, a quien deberían notificar los garantes, en particular Turquía, que todavía tiene la capacidad de enviar mensajes».

El presidente turco, Recep Tayyip Erdoğan, durante su viaje de Teherán a Ankara (capital de Turquía) expresó que la cumbre fue todo un éxito a pesar de la negativa de Rusia e Irán de llegar a una tregua con todos los rebeldes 

«Estoy a favor de una solución política, no militar, en Siria».

El exasesor del ministerio de Asunstos Exteriores de Irán y exembajador del país persa en Siria, Hossein Sheikholeslam, declaró que 

«La cumbre trilateral en Teherán con la participación de los presidentes de Irán, Rusia y Turquía mostró que los países de la región pueden resolver solos los problemas regionales y no necesitan la ayuda de Estados Unidos ni Occidente».

Ante el ambiguo acuerdo llegado por los tres países participantes sobre Idlib —Rusia e Irán mantienen su postura de lanzar una ofensiva mediante el ejército árabe sirio a dicha ciudad siria—, la censura de los canales de SANA, Presidencia de Siria y Ministerio de Defensa en YouTube entre otros, fue tomado por RT como un «preparativo de guerra» o la víspera de una operación de bandera falsa para intervenir en Siria y evitar la ofensiva gubernamental.